# 拉赫堅波希亞
61°31′N 30°11′E / 61.517°N 30.183°E
拉赫堅波希亞（俄语：Лахденпо́хья）是俄羅斯卡累利阿共和國西南部的一個城市，臨拉多加湖，離芬蘭邊境不遠。位於彼得羅扎沃茨克以西330公里里。2002年人口8,751人。
1919年歸芬蘭。1945年設市。